# Убиат
Убиат (осет. Убиат), груз. უბიათი — Убиати) — село в Закавказье. Согласно юрисдикции Южной Осетии, фактически контролирующей село, расположено в Знаурском районе, согласно юрисдикции Грузии — в Карельском муниципалитете.

## География
Расположено в 8 км к юго-востоку от села Корнис и в 0,5 км к северо-западу от села Авнев.

## Население
Село населено этническими осетинами. По переписи населения 1989 года в селе жило 79 жителей (100 % — осетины).